# Universidad de la prefectura de Nagasaki

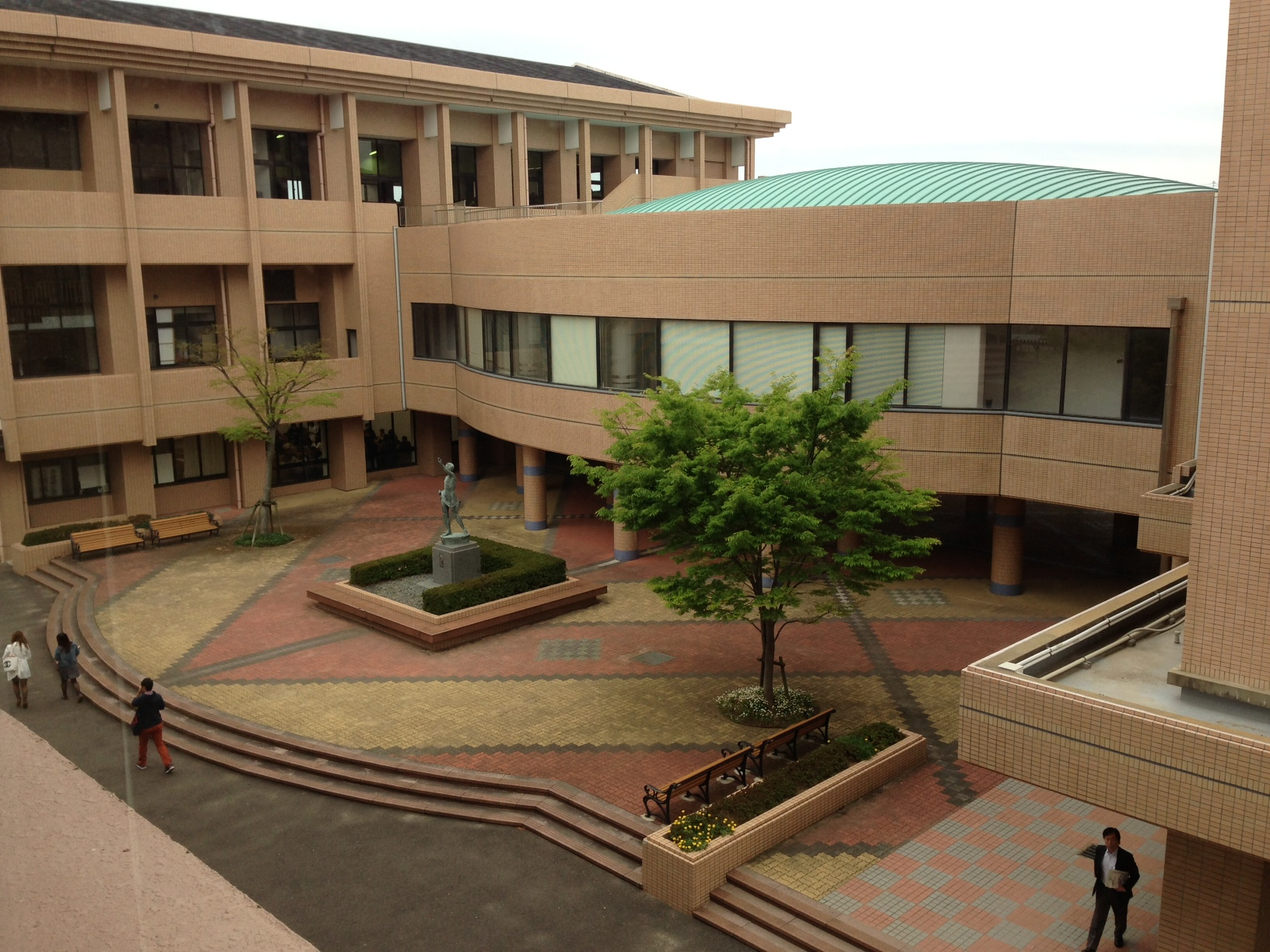
Universidad de la prefectura de Nagasaki

Universidad de la Prefectura de Nagasaki (長崎 県 立 大学 Nagasaki Kenritsu daigaku?) fue una universidad pública en Sasebo, Nagasaki, Japón. El predecesor de la escuela, la escuela de mujeres, se estableció en 1947. En 2008 la escuela se fusionó con la Universidad Siebold de Nagasaki para formar la Universidad de Nagasaki.